# Wasserschloss Schönau
Das Wasserschloss Schönau liegt im Süden der Gemeinde Schönau (Rottal), stammt aus dem Mittelalter und wurde im Historismus massiv überformt. Die Anlage wird als Bodendenkmal unter der Aktennummer D-2-7543-0033 im Bayernatlas als „untertägige mittelalterliche und frühneuzeitliche Befunde und Funde im Bereich des Schlosses Schönau und seiner Vorgängerbauten mit barocker Gartenanlage“ geführt. Ebenso ist sie unter der Aktennummer D-2-77-144-8 als denkmalgeschütztes Baudenkmal von Schönau verzeichnet.

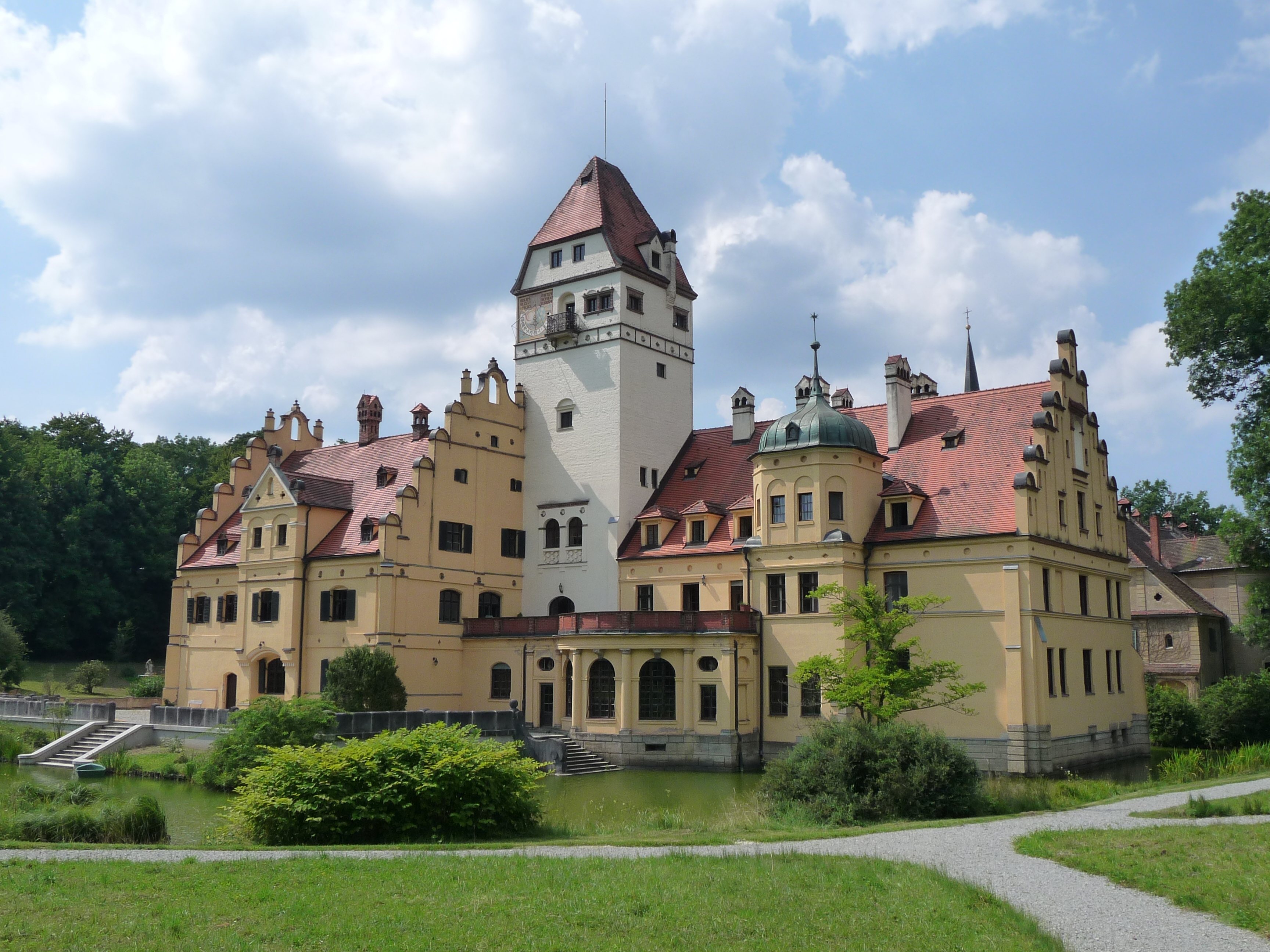
Wasserschloss Schönau, Gartenseite

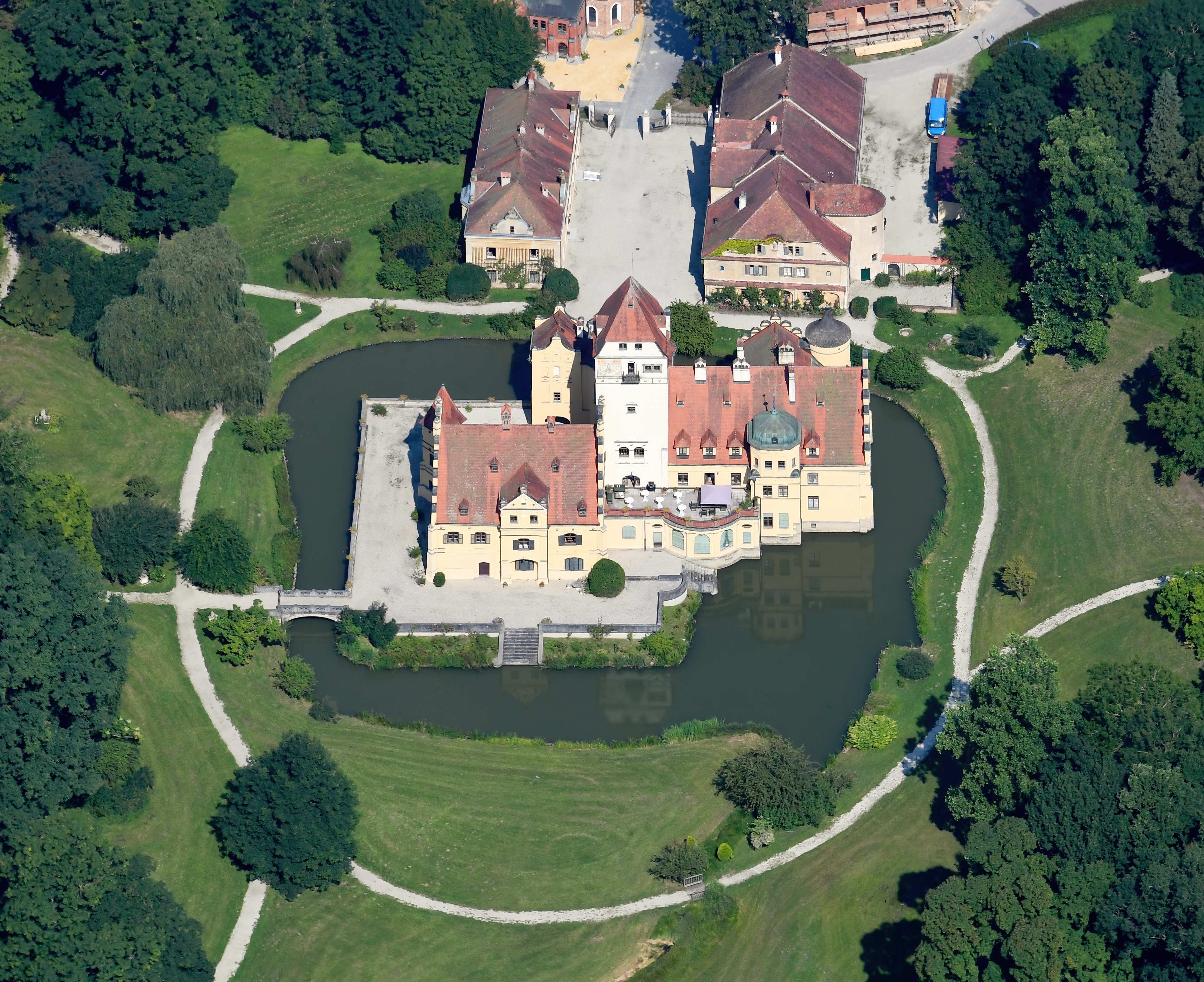
Luftbild des Schlosses und des Wassergrabens

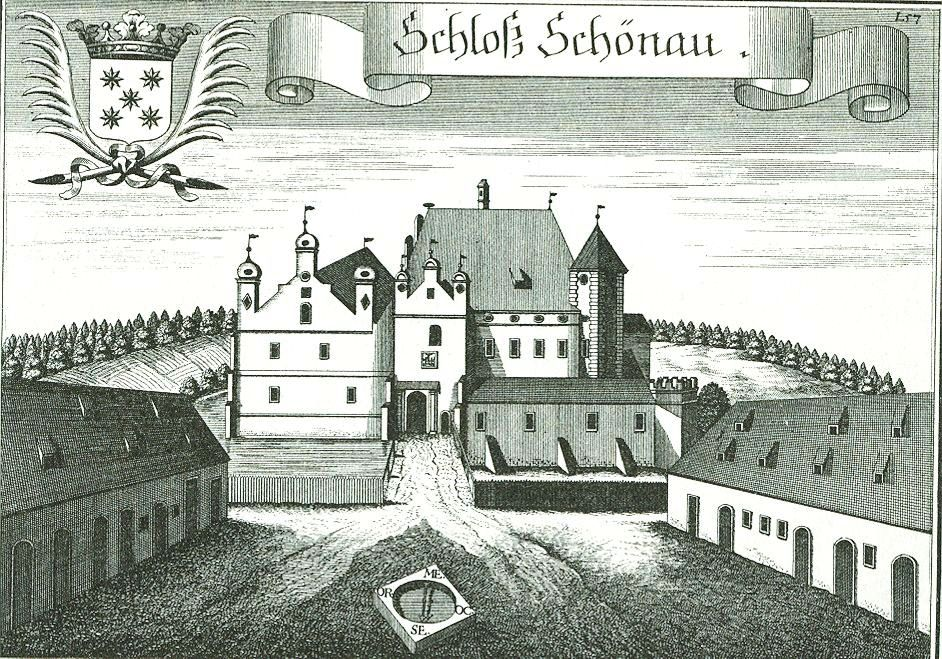
Wasserschloss Schönau nach einem Stich von Michael Wening von 1721

## Geschichte
Der alte Teil des Schlosses wurde vermutlich von der Familie P(B)erghofer im 15. Jahrhundert erbaut. 1455 wird ein Vinzenz Berghofer als Edelmann in Gerichtsbezirk Eggenfelden erwähnt. 1506 wird die Einrichtung einer Hofmark unter Jörg Berghofer durch Herzog Albrecht IV. bestätigt. 1533 wurde das Schloss von der Familie Edelbeck erworben. Durch die Heirat von Barbara Katharina Edelbeck mit Georg Sigmund Riederer von Paar ging das Anwesen am 24. September 1670 in den Besitz der Familie Riederer von Paar über, in dem es sich noch heute befindet.

## Baulichkeit
Auf dem Stich von Michael Wening wird das Landschloss als eine einfache, auf einer Insel gelegene Gebäudegruppe gezeigt, die von Ökonomiebauten umgeben ist. Einen wehrhaften Charakter besaß die Anlage nicht. Der siebengeschossige Bergfried ist ein Werk des 20. Jahrhunderts; von 1900 bis 1903 ließ Baron Riederer das spätgotische Schloss zu einer Villa im Burgenstil des Historismus umbauen. Der Ostflügel entstand völlig neu in einem Stilgemisch von Neogotik und Neorenaissance. Die Pläne zum Umbau stammen von dem Münchener Architekten Gabriel von Seidl, der sich auf moderne Bauten "im historischen Kleid" spezialisiert hatte. Der Baubestand des 16. Jahrhunderts ist noch in dem Torturm und dem Westtrakt erhalten, allerdings „romantisch“ überformt.

## Garten
Carl von Effner, der Königlich Bayerische Hofgartendirektor, wurde 1867 beauftragt, die Parkanlage zu gestalten. Das Vorbild zum Entwurf des Parks war der Englische Garten in München. Ursprünglich war die Anlage nur halb so groß wie heute, wurde aber unter Effner immer wieder erweitert, bis sie fast die heutige Größe erreichte.
Als das Schloss 1899–1900 durch den Architekten Gabriel von Seidl umgebaut wurde, wurde auch die Parkanlage erweitert und der vorher viereckige Weiher erhielt die heutige geschwungene Form.
Es wurden neben einheimischen Baumarten auch exotische Arten wie Zuckerahorn, japanische Lärchen, Magnolien, Platanen, oder Sumpfzypressen angepflanzt.
Seit den 1930er Jahren ist der Park öffentlich zugänglich.